# Eduard Borchers (Mediziner)
Eduard Borchers (* 26. Juni 1885 in Vegesack; † 24. Februar 1977 in Bad Tölz) war ein deutscher Chirurg und langjähriger Chefarzt am Luisenhospital Aachen.

## Leben und Wirken
Borchers studierte Medizin an den Universitäten in München, Freiburg im Breisgau, Kiel und Heidelberg. Nach Abschluss seines Staatsexamens begann er seine Facharztausbildung zum Chirurgen bei Ottmar von Angerer an der chirurgischen Abteilung des Klinikums der Universität München. Weitere Stationen dieser Ausbildung waren die „Klinik Friedrichsheim und Luisenheim“ in Malsburg-Marzell, das Rote Kreuz Krankenhaus Bremen, die Medizinische Akademie Düsseldorf und das Universitätsklinikum Kiel. Im Jahr 1913 trat Borchers eine Assistenzarztstelle bei Georg Clemens Perthes am Universitätsklinikum Tübingen an und erhielt noch vor Ausbruch des Ersten Weltkrieges von Perthes die Gelegenheit, eine befristete Stelle als Gastwissenschaftler bei Hugh Young am Johns Hopkins Hospital in Baltimore zu übernehmen. Während des Krieges diente Borchers von 1914 bis 1917 als leitender Chirurg in verschiedenen Lazaretten, bevor er anschließend seine Karriere in Tübingen fortsetzte. Dort wurde er 1920 habilitiert und 1924 zum außerordentlichen Professor ernannt. Seitdem verfasste er über 120 wissenschaftliche Publikationen und Bücher, darunter 1926 sein Standardwerk Allgemeine und spezielle Chirurgie des Kopfes. Nach dem plötzlichen Tod von Perthes übernahm Borchers vertretungsweise den Lehrstuhl, ohne dabei befördert zu werden. Stattdessen wurde 1929 der Chirurg Martin Kirschner auf die Stelle von Perthes berufen und Borchers sollte unter ihm als Oberarzt dienen. Dies veranlasste Borchers, nach Aachen zu wechseln, wo er als Chefarzt der Chirurgie am Aachener Luisenhospital übernommen wurde.
In der Zeit des Nationalsozialismus trat Borchers dem Wehrverband Stahlhelm, Bund der Frontsoldaten bei. Durch die Eingliederung des Stahlhelms in die SA wurde er dort als Mitglied übernommen. Auch dem NS-Ärztebund und der Nationalsozialistischen Volkswohlfahrt trat er bei. 1937 schloss er sich der NSDAP an.

### Zwangssterilisationen
Borchers gehörte neben Leo Funken und dem Gynäkologen Erich Zurhelle zu den Ärzten am Luisenhospital, die Zwangssterilisationen gemäß dem Gesetz zur Verhütung erbkranken Nachwuchses durchführten. Zwar trat er nach dem Krieg öffentlich dafür eintrat, Refertilisierungsoperationen bei einigen Zwangsoperierten durchzuführen. Zeitgenössische Bedenken gegen die Praxis sind jedoch nicht überliefert.
Schließlich handelte sich Borchers 1939 den Ärger der örtlichen NSDAP-Leitung ein, als er sich zu Beginn des Zweiten Weltkrieges weigerte, das Luisenhospital wie in allen anderen Krankenhäusern Aachens zu dieser Zeit üblich, vollständig als Lazarett für Kriegsverletzte freizumachen, und er daher seine teilweise nicht transportfähigen Patienten nur bedingt entlassen oder evakuieren ließ. Mehrfach sollte Borchers für dieses renitente Verhalten angezeigt und verhaftet werden, doch dazu sollte es nicht mehr kommen, da wenige Monate später per Order aus Berlin eine entsprechende dringliche Verwendung dieser Räumlichkeiten nach dem im Sommer 1940 beendeten und erfolgreich geführten Westfeldzug nicht mehr vorgesehen sei. Dennoch dauerte es noch mehrere Wochen, bis nach einer Intervention durch den Internisten Erwin Moos bei Hermann Göring der volle Krankenhausbetrieb durch die Belegschaft des Luisenhospitals für die Stadtbevölkerung wieder aufgenommen werden konnte.
Durch diese Kontroverse mit den Behörden wurden die Kinder Borchers in der Schule belästigt. Daraufhin schickte Borchers seine Frau mit fünf seiner sechs Kinder nach Bad Tölz, wo die Familie seit 1935 ein Ferienhaus besaß. Borchers selbst wurde vom Kriegsdienst freigestellt und verrichtete weiterhin seinen Dienst im Luisenhospital. In Bad Tölz bekamen die Borchers Kontakt zur Familie Scholl, die in der Nachbarschaft ebenfalls ein Haus bewohnten, und Borchers Tochter Ute begann zudem mit dem Studenten Hans Scholl eine Liebesbeziehung.
Borchers wurde am 3. September 1944, nur wenige Tage bevor Aachen durch die Amerikaner befreit wurde, ohne Angaben von Gründen verhaftet und im Messelager Köln, einem Außenlager des KZ Buchenwald auf dem Gelände der Kölner Messehallen, interniert. Grund hierfür waren vermutlich sogenannte defätistische Äußerungen gegenüber einem Kollegen.
Während der Gefangenschaft infizierte sich Borchers lebensbedrohlich mit Fleckfieber und wurde daraufhin entlassen. Die folgenden Monate verbrachte Borchers in einem Sanatorium in Bad Tölz und konnte erst 1946 nach seiner vollständigen Genesung den Dienst im Luisenhospital Aachen wieder antreten. Im Jahr 1952 wurde Borchers zum Präsidenten der Deutschen Gesellschaft für Chirurgie gewählt und in dieser Funktion richtete er ein Jahr später in München den jährlichen Chirurgenkongress aus.

## Schriften (Auswahl)
- Allgemeine und spezielle Chirurgie des Kopfes einschliesslich Operationslehre unter besonderer Berücksichtigung des Gesichts, der Kiefer und der Mundhöhle. Ein Lehrbuch. Springer, Berlin 1926.
- Die abdominale Resektion der oberen Magenhälfte. In: Beiträge zur Klinischen Chirurgie. Band 143, 1928, S. 484 ff.
- mit Georg Perthes: Verletzungen und Krankheiten der Kiefer. Enke. Stuttgart 1932.